# Bulbophyllum facetum
Bulbophyllum facetum är en orkidéart som beskrevs av Garay, Hamer och Emily Steffan Siegerist. Bulbophyllum facetum ingår i släktet Bulbophyllum och familjen orkidéer.
Artens utbredningsområde är Filippinerna. Inga underarter finns listade i Catalogue of Life.